# Tavaresia barklyi
Tavaresia barklyi är en oleanderväxtart som först beskrevs av T.-dyer, och fick sitt nu gällande namn av Nicholas Edward Brown. Tavaresia barklyi ingår i släktet Tavaresia och familjen oleanderväxter. Inga underarter finns listade i Catalogue of Life.